# Сержиу Мендис
Сержиу Сантус Мендис (Sérgio Santos Mendes [ˈsɛɣʒiu ˈsɐ̃tus ˈmẽˈdʒis]) е бразилски пианист, аранжор и композитор предимно на боса нова, но също латино джаз, поп, самба, софт рок.
Заедно с групата „Бразил '66“ записва хитовата песен Mas Que Nada (Мас Ке Нада). Носител е на награда Грами за най-добър албум в категорията „световна музика“ (1993).
Изучава класическо пиано в консерваторията в Нитерой, но отрано започва да се интересува от джаз. Свири в нощни заведения в края на 50-те – времето, когато стилът боса нова е в зората си. Мендес свири с Антониу Карлус Жобим и редица джаз музиканти от САЩ, които гастролират в Бразилия.
В началото на 60-те години основава групата Sexteto Bossa Rio, в която влизат музикантите Пауло Моура (саксофон), Педро Пауло (тромпет), Дурвал Ферейра (китара), Октавио Бейли (контрабас) и Дом То Ромау (барабани). Мендес заменя вокалиста Уанда Де Са с американката Лани Хол и албумът Sergio Mendes and Brasil '66 става платинен, главно заради записаното в него парче Mas Que Nada.